# Петрозаводский округ
Петрозаво́дский о́круг — административно-территориальная единица в составе Карело-Финской ССР, существовавшая с 15 августа 1952 года по 23 апреля 1953 года.

## Общие сведения
Указом Президиума Верховного Совета Карело-Финской ССР от 15 августа 1952 года, в рамках эксперимента по введению окружного деления в некоторых союзных и автономных республиках, были образованы Петрозаводский и Сегежский округа.
В состав Петрозаводского округа были включены города Петрозаводск (с оставлением его городом республиканского подчинения) и Сортавала, а также районы:
- Ведлозерский
- Кондопожский
- Куркийокский
- Олонецкий
- Петровский
- Питкярантский
- Прионежский
- Пряжинский
- Пудожский
- Сортавальский
- Суоярвский
- Шелтозерский

Административный центр округа — город Петрозаводск.
Округ был упразднён Указом Президиума Верховного Совета Карело-Финской ССР от 23 апреля 1953 года, после того, как «окружной» эксперимент был признан неудачным.
Районы, входившие в состав округа, были переданы в непосредственное подчинение республиканским органам власти Карело-Финской ССР.